# イヘ・フレー
イヘ・フレー（イェケ・クリエン、モンゴル語: Их хүрээ,ᠶᠡᠬᠡ
ᠬᠦᠷᠢᠶ᠎ᠡ 転写：Ikh Khüree）は、モンゴル仏教に見られる移動寺院「フレー（クリエン）」のうち、ハルハでもっとも権威の高い化身ラマの名跡ジェプツンタンパに属するものをさす。
イフ・フレーは18世紀後半にトーラ川のほとりに定着するが、その門前に発展した町が現在のモンゴル国の首都ウランバートルである。この町自体の名も、かつてはイフ・フレーと呼ばれた。また、この町の中国語の旧称「庫倫（クーロン）」は、「イェケ・クリエン」の後半部を漢字で音写した表記である。

## イフ・フレーの誕生
ジェプツンタンパ1世は、1635年、ハルハのトゥシェートハン部の首長家に生まれ、幼少期からハルハにおける仏教教団の核に位置することを期待されていた。1639年、彼が即位した際に建てたウルグー（宮殿）が、フレーの起源とされる。1650年から51年にかけて、ジェプツンタンパ1世は教団とともにチベットに巡礼して帰還し、「イフ・フレーのリボ・ゲジャイ(カンダンソンドプ)リン寺を建立」した。以後、時代が下るにつれ、所属寺院は増加し、ジェプツンタンパのフレーはハルハ最大の規模に成長していく。

## イフ・フレーの移動
- 1720年　セゲルトゥ(Seger-tu, 色格爾図)に駐錫[3]
- 1724年　Ughtughal-Jirghalang(烏克図嘎勒-吉爾嘎朗)の東に駐錫[4]
- その後　伊崩に移動(1727年にはすでに移動完了)[5]
- 1729年　Kujartu-Bulung(胡札爾図)およびジャルガラント(吉爾嘎朗図)に駐錫、ついでBurghaltai(布爾嘎勒台)に移動[6]
- 1732年　ションノール(雄努爾)の地に駐錫[7]
- 1733年　テレルジ(特爾勒済)の地に駐錫[7]
- 1735年　オリヤスタイ(烏里牙蘇台)の地に駐錫[7]
- 1736年　マンダル(曼答勒)の地に駐錫[7]
- 1740年　Khangjil(洪済勒)の地に駐錫[8]
- 1742年　Odelge(斡得勒格)の地に駐錫。セルべ川(色勒卜)河畔に移動[7]
- 1756年　オリヤスタイ(烏里牙蘇台)の地に移動[7]
- 1762年　セレンゲ(色勒卜)河畔に移動[9]
- 1772年　マンダル(曼答勒)の地に駐錫[10]
- 1778年　セルベ川河岸に定着[11]
- 1778年以降、イフ・フレーの大規模な移動は行われなくなる[12]
- 1839年　トーラ川北岸へ移動[13]
- 1855年　再びセルベ河岸に移動[13]